# Chicago-Marathon 2009
| 32. Chicago-Marathon    | 32. Chicago-Marathon             |
| ----------------------- | -------------------------------- |
| Stadt                   | Chicago, Vereinigte Staaten      |
| Datum                   | 11. Oktober 2009                 |
| Distanz                 | 42,195 Kilometer                 |
| Sieger                  |                                  |
| Männer                  | Samuel Kamau Wanjiru (2:05:41 h) |
| Frauen                  | Irina Mikitenko (2:26:31 h)      |
| ← Chicago-Marathon 2008 | Chicago-Marathon 2010 →          |
| Website                 | Offizielle Website               |

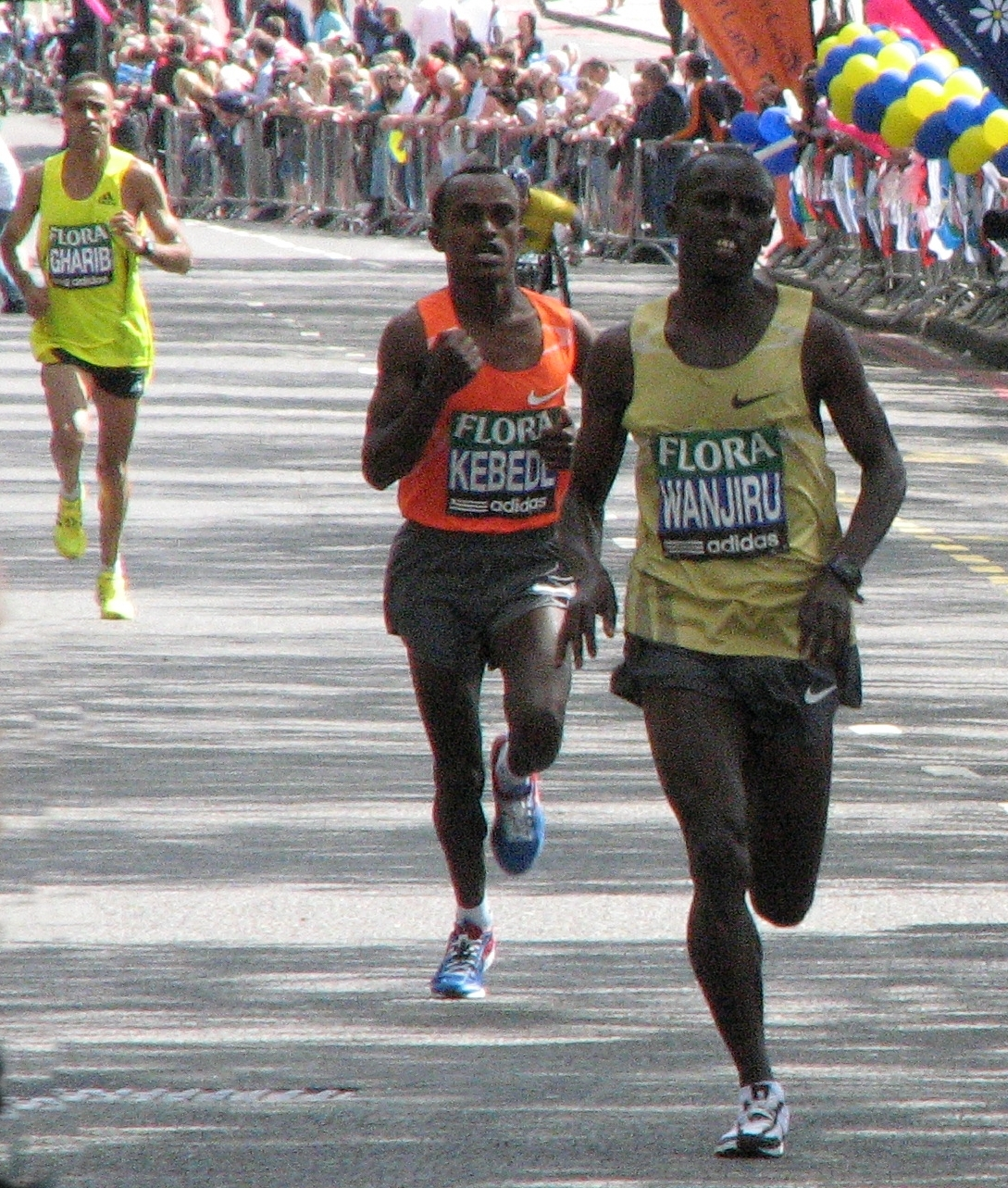
Sieger Samuel Kamau Wanjiru

Der Chicago-Marathon 2009 war die 32. Ausgabe der jährlich stattfindenden Laufveranstaltung in Chicago, Vereinigte Staaten. Der Marathon fand am 11. Oktober 2009 statt und war der fünfte World Marathon Majors des Jahres.
Bei den Männern gewann Samuel Kamau Wanjiru in 2:05:41 h und bei den Frauen Irina Mikitenko in 2:26:31 h.

## Ergebnisse

### Männer
| Platz | Athlet                 | Land               | Zeit (h) |
| ----- | ---------------------- | ------------------ | -------- |
| 01    | Samuel Kamau Wanjiru   | Kenia              | 2:05:41  |
| 02    | Abderrahim Goumri      | Marokko            | 2:06:04  |
| 03    | Vincent Kipruto        | Kenia              | 2:06:08  |
| 04    | Charles Munyeki Kiama  | Kenia              | 2:07:06  |
| 05    | Richard Limo           | Kenia              | 2:08:43  |
| 06    | Wesley Korir           | Kenia              | 2:10:38  |
| 07    | Isaac Macharia Wanjohi | Kenia              | 2:11:09  |
| 08    | Sergio Reyes           | Vereinigte Staaten | 2:15:30  |
| 09    | Tadese Tola            | Äthiopien          | 2:15:48  |
| 10    | Patrick Rizzo          | Vereinigte Staaten | 2:15:48  |

### Frauen
| Platz | Athletin           | Land               | Zeit (h) |
| ----- | ------------------ | ------------------ | -------- |
| 01    | Irina Mikitenko    | Deutschland        | 2:26:31  |
| 02    | Lidija Grigorjewa  | Russland           | 2:26:47  |
| 03    | Teyba Erkesso      | Äthiopien          | 2:26:56  |
| 04    | Berhane Adere      | Äthiopien          | 2:28:38  |
| 05    | Deena Kastor       | Vereinigte Staaten | 2:28:50  |
| 06    | Mizuho Nasukawa    | Japan              | 2:29:22  |
| 07    | Melissa White      | Vereinigte Staaten | 2:32:55  |
| 08    | Tera Moody         | Vereinigte Staaten | 2:32:59  |
| 09    | Adriana Pirtea     | Rumänien           | 2:34:07  |
| 10    | Elfenesh Alemu     | Äthiopien          | 2:35:36  |
| DSQ   | Lilija Schobuchowa | Russland           | 2:25:56  |